# إدورد كولن
إدوارد كولن (ولد إدوارد أنطوني مايسن) (بالإنجليزية: Edward Cullen)‏ هو شخصية خيالية وبطل سلسلة الغسق للكاتبة ستيفاني ماير. هو مصاص دماء يقع في حب، ثم يتزوج من، بيلا سوان. أدى دور إدوارد في الأفلام الغسق وقمر جديد الممثل روبرت باتينسون.